# Macintosh Quadra
Macintosh Quadra is een serie computers van de Amerikaanse fabrikant Apple die van oktober 1991 tot oktober 1995 aangeboden werden. De Quadra, vernoemd naar de Motorola 68040-processor, nam de plaats in van de Macintosh II-serie als het Macintosh topmodel.
De eerste computers met de naam Macintosh Quadra waren de Quadra 700 en Quadra 900 uit 1991, beide met een CPU-snelheid van 25 MHz. De Quadra 700 was een compact model met dezelfde behuizingsafmetingen als de Macintosh IIci en met een Processor Direct Slot (PDS) uitbreidingsslot. De Quadra 900 had een nieuw ontworpen torenkast  met vijf NuBus-uitbreidingsslots en één PDS-slot. De Quadra 900 werd in 1992 vervangen door de Quadra 950 met een CPU-snelheid van 33 MHz. In 1993 werd de Quadra-lijn aangevuld met de "800-serie" in een nieuw minitower-ontwerp, te beginnen met de Quadra 800, en de "600-serie" in een pizzadoos-ontwerp met de Quadra 610.
In juli 1993 werden de Quadra 840AV en 660AV geïntroduceerd op respectievelijk 40 MHz en 25 MHz. Ze waren uitgerust met een AT&T digitale signaalprocessor (DSP) en S-Video en composiet video-invoer- en uitvoerpoorten, evenals microfoon- en audio-uitvoerpoorten van cd-kwaliteit. De AV-modellen introduceerden ook PlainTalk, bestaande uit de tekst-naar-spraaksoftware MacinTalk Pro en spraakbesturing (maar geen dicteren). Al deze functies werden echter slecht ondersteund in software. Latere AV-Macs die gebaseerd waren op de krachtigere PowerPC 601 CPU hadden geen DSP omdat deze CPU performant genoeg was om de taken van de DSP zelf uit te voeren.
De naam Quadra werd ook gebruikt voor de opvolgers van de Centris-modellen uit 1993: de 610, de 650 en de 660AV. Centris was een "mid-range" systeemlijn die zich tussen de Quadra-topmodellen en de LC-instapmodellen bevond, maar al na enkele maanden geschrapt werd omdat men vond dat er te veel productlijnen waren. Sommige machines, waaronder de Quadra 605, werden in die tijd ook verkocht als Macintosh Performa.
De Quadra-lijn werd in maart 1994 opgevolgd door de Power Macintosh-lijn die gebruik maakte van de PowerPC CPU.

## Specificaties
|                             | Quadra 700                  | Quadra 900              | Quadra 950                 | Quadra 800                 | Quadra 650 (Centris 650)    | Quadra 610 (Centris 610)   | Quadra 660AV (Centris 660AV)                 | Quadra 840AV                                    | Quadra 605 (LC 475, Performa 475, Performa 476) | Quadra / LC / Performa 630                                  |
| --------------------------- | --------------------------- | ----------------------- | -------------------------- | -------------------------- | --------------------------- | -------------------------- | -------------------------------------------- | ----------------------------------------------- | ----------------------------------------------- | ----------------------------------------------------------- |
| Processor                   | Motorola 68040, 25 Mhz      | Motorola 68040, 25 Mhz  | Motorola 68040, 33 MHz     | Motorola 68040, 33 MHz     | Motorola 68040, 33 MHz      | Motorola 68040, 25 MHz     | Motorola 68040, 25 MHz AT&T 3210 DSP, 55 MHz | Motorola 68040, 40 MHz AT&T 3210 DSP, 66,67 MHz | Motorola 68LC040, 25 MHz                        | Motorola 68040, 33 MHz (Motorola 68LC040 in LC en Performa) |
| ROM-grootte                 | 1 MB                        | 1 MB                    | 1 MB                       | 1 MB                       | 1 MB                        | 1 MB                       | 2 MB                                         | 2 MB                                            | 1 MB                                            | 1 MB                                                        |
| Databus                     | 32 bit                      | 32 bit                  | 32 bit                     | 32 bit                     | 32 bit                      | 32 bit                     | 32 bit                                       | 32 bit                                          | 32 bit                                          | 32 bit                                                      |
| RAM-type                    | 4× 30-pin SIMM              | 16× 30-pin SIMM         | 16× 30-pin SIMM            | 4× 72-pin SIMM             | 4× 72-pin SIMM              | 2× 72-pin SIMM             | 4× 72-pin SIMM                               | 4× 72-pin SIMM                                  | 1× 72-pin SIMM                                  | 1× 72-pin SIMM                                              |
| Standaard RAM-geheugen      | 4 MB                        | 4 MB                    | 8 MB                       | 8 MB                       | 4 of 8 MB                   | 4 MB                       | 8 MB                                         | 8 of 16 MB                                      | 4 of 8 MB                                       | 4 MB                                                        |
| Maximum RAM-geheugen        | 68 MB                       | 256 MB                  | 256 MB                     | 136 MB                     | 132 of 136 MB               | 68 MB                      | 68 MB                                        | 128 MB                                          | 36 MB                                           | 36 MB                                                       |
| Videogeheugen               | 512 KB - 2 MB               | 1 MB - 2 MB             | 1 MB - 2 MB                | 512 KB - 1 MB              | 512 KB - 1 MB               | 512 KB - 1 MB              | 1 MB                                         | 1 MB - 2 MB                                     | 512 KB - 1 MB                                   | 1 MB                                                        |
| Standaard harde schijf      | 0, 80, 160 of 400 MB (SCSI) | 0, 160 of 400 MB (SCSI) | 230, 400 MB of 1 GB (SCSI) | 230 of 500 MB (SCSI)       | 230 of 500 MB (SCSI)        | 160 of 230 MB (SCSI)       | 230 of 500 MB (SCSI)                         | 230, 500 MB of 1 GB (SCSI)                      | 80 of 160 MB (SCSI)                             | 250 MB (IDE)                                                |
| Standaard optische schijf   | geen                        | geen                    | geen (optionele 2× CD-ROM) | geen (optionele 2× CD-ROM) | geen (optionele 2× CD-ROM)  | geen (optionele 2× CD-ROM) | geen (optionele 2× CD-ROM)                   | geen (optionele 2× CD-ROM)                      | geen                                            | geen (optionele 2× CD-ROM)                                  |
| Standaard diskettestation   | 3,5 inch, 1440 kB           | 3,5 inch, 1440 kB       | 3,5 inch, 1440 kB          | 3,5 inch, 1440 kB          | 3,5 inch, 1440 kB (manueel) | 3,5 inch, 1440 kB          | 3,5 inch, 1440 kB (manueel)                  | 3,5 inch, 1440 kB                               | 3,5 inch, 1440 kB (manueel)                     | 3,5 inch, 1440 kB (manueel)                                 |
| Uitbreidingssleuven         | PDS, 2 Nubus                | PDS, 5 NuBus            | PDS, 5 NuBus               | PDS, 3 NuBus               | PDS, 3 NuBus                | PDS                        | PDS                                          | 3 NuBus                                         | PDS                                             | PDS, comm, TV, video in                                     |
| Type batterij               | 3,6 volt Lithium            | 3,6 volt Lithium        | 3,6 volt Lithium           | 3,6 volt Lithium           | 3,6 volt Lithium            | 3,6 volt Lithium           | 3,6 volt Lithium                             | 3,6 volt Lithium                                | 3,6 volt Lithium                                | 3,6 volt Lithium                                            |
| Ondersteunde systeemversies | 7.0.1 - 8.1, A/UX           | 7.0.1 - 8.1, A/UX       | 7.0.1 - 8.1, A/UX          | 7.1 - 8.1, A/UX            | 7.1 - 8.1, A/UX             | 7.1 - 8.1, A/UX            | 7.1 - 8.1                                    | 7.1 - 8.1                                       | 7.1 - 8.1                                       | 7.1.2P - 8.1                                                |
| Afmetingen (h×b×d)          | 14 × 30,2 × 36,6 cm         | 47,2 × 22,6 × 52,3 cm   | 47,2 × 22,6 × 52,3 cm      | 35,6 × 19,6 × 40,0 cm      | 15,2 x 33,0 x 41,9 cm       | 8,6 x 41,4 x 39,6 cm       | 8,6 x 41,4 x 39,6 cm                         | 35,6 x 19,6 x 40,0 cm                           | 7,4 x 31,0 x 38,9 cm                            | 10,9 x 32,0 x 41,9 cm                                       |
| Gewicht                     | 6,2 kg                      | 11,5 kg                 | 16,7 kg                    | 10,9 kg                    | 11,3 kg                     | 6,4 kg                     | 6,4 kg                                       | 11,5 kg                                         | 4,0 kg                                          | 8,6 kg                                                      |
| Jaartal                     | 10/1991 tot 03/1993         | 10/1991 tot 05/1992     | 05/1992 tot 10/1995        | 02/1993 tot 03/1994        | 02/1993 tot 09/1994         | 02/1993 tot 07/1994        | 07/1993 tot 09/1994                          | 07/1993 tot 07/1994                             | 10/1993 tot 10/1994                             | 07/1994 tot 04/1995                                         |

## Fotogalerij

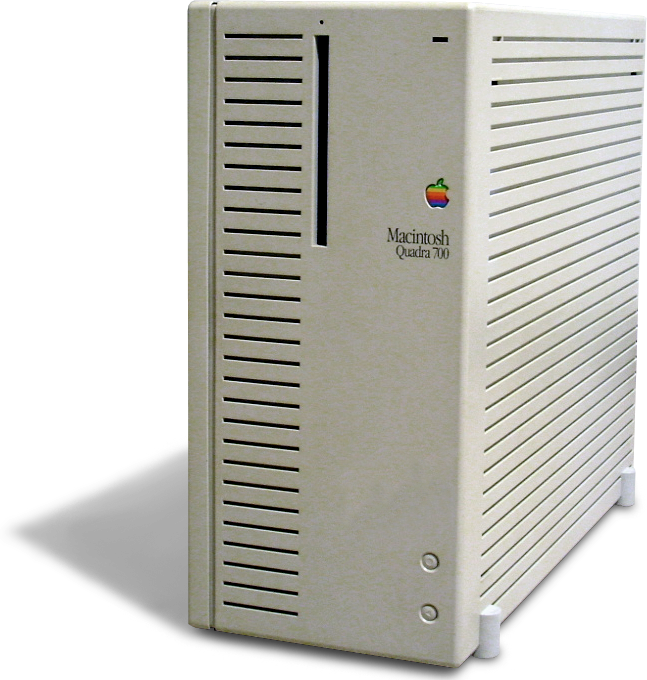
Macintosh Quadra 700
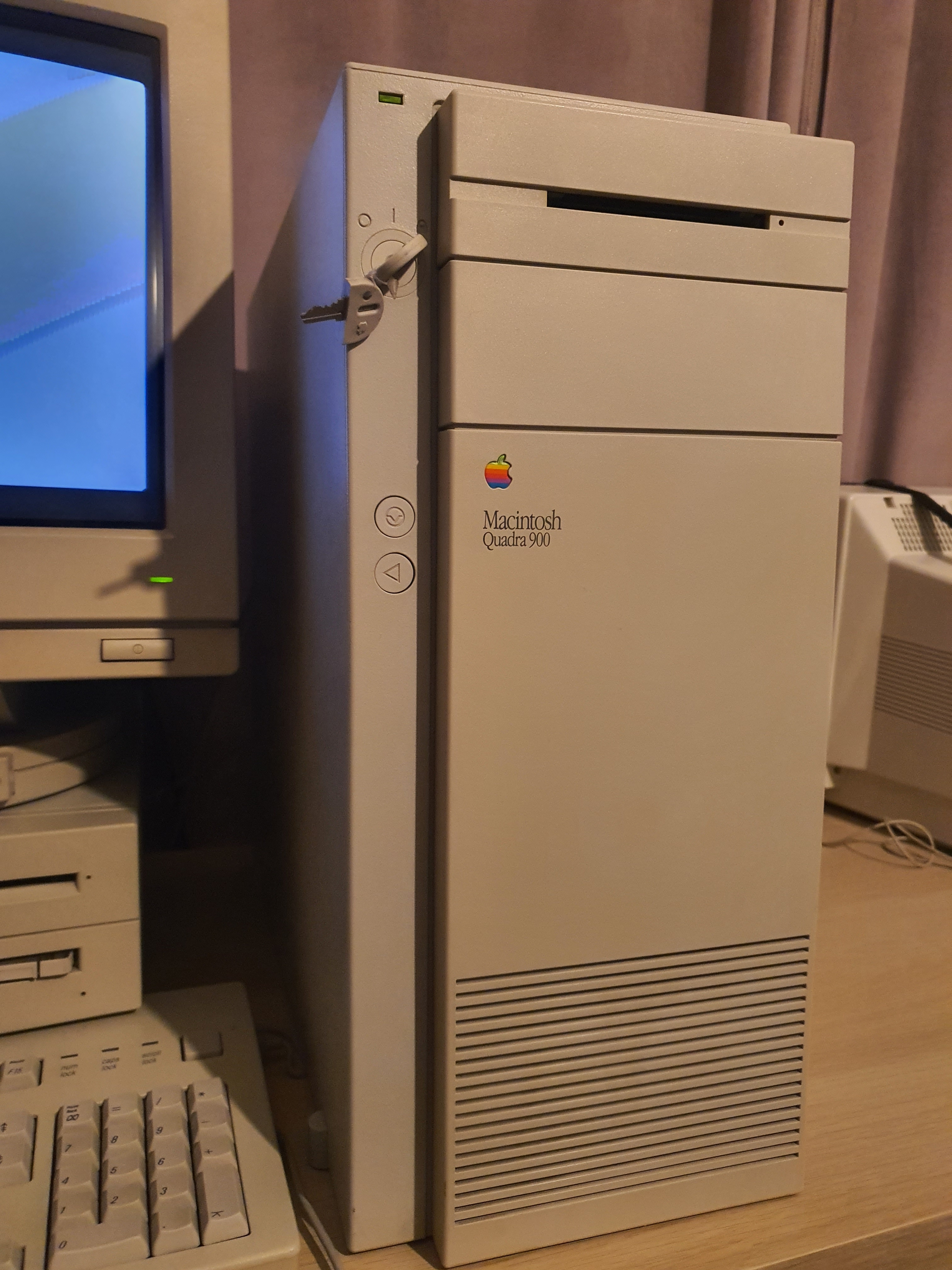
Macintosh Quadra 900
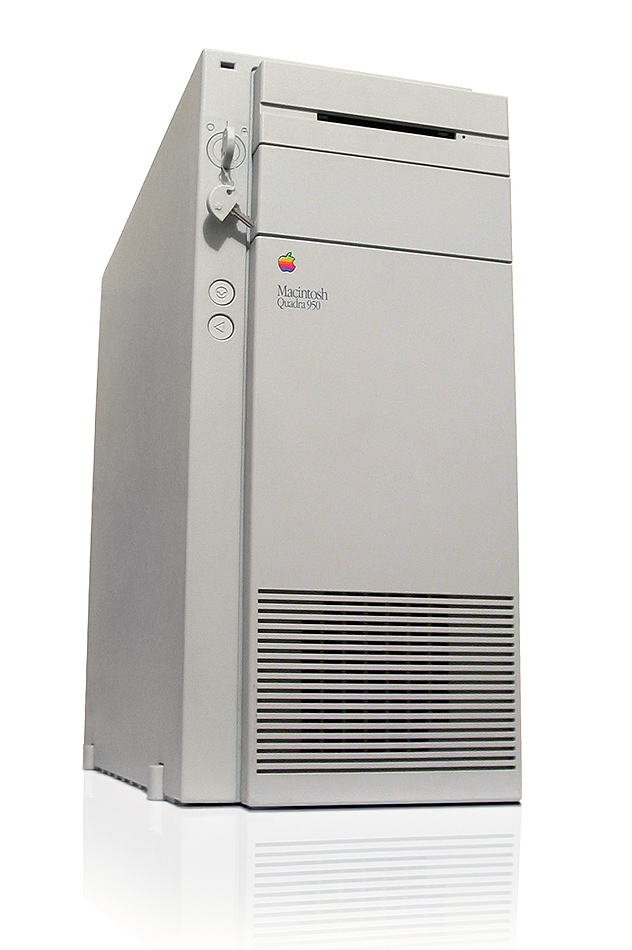
Quadra 950 / Workgroup Server 95
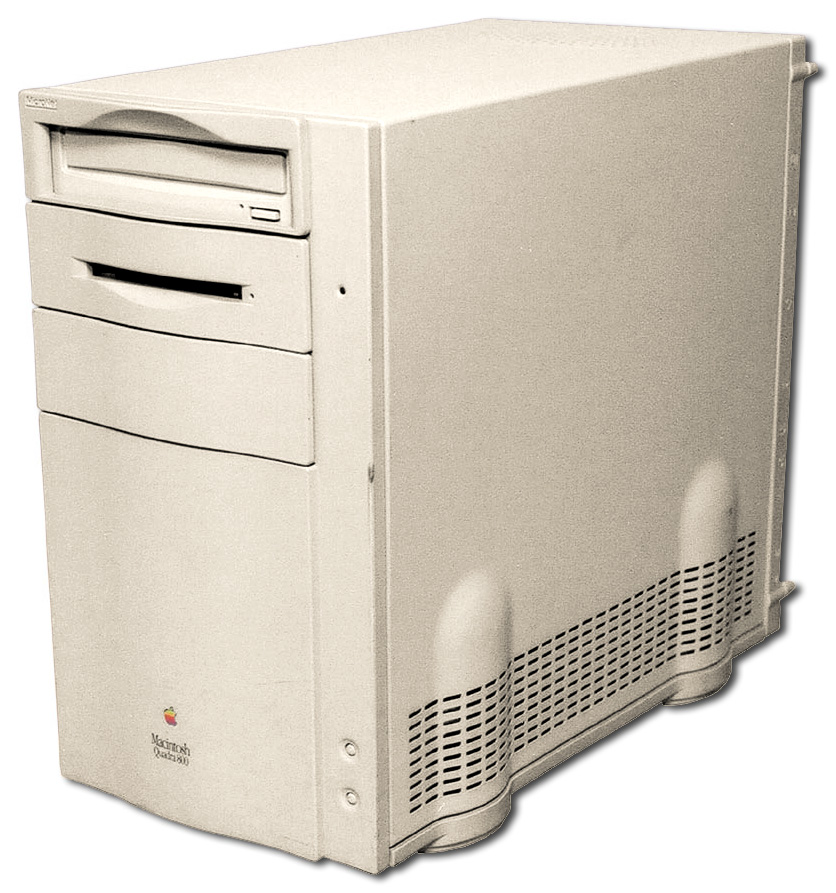
Quadra 800 / Workgroup Server 80
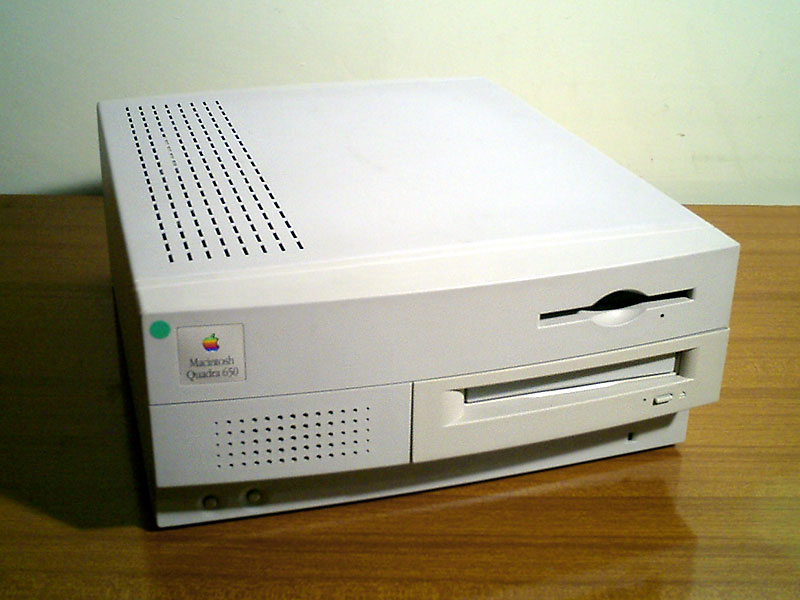
Quadra / Centris 650
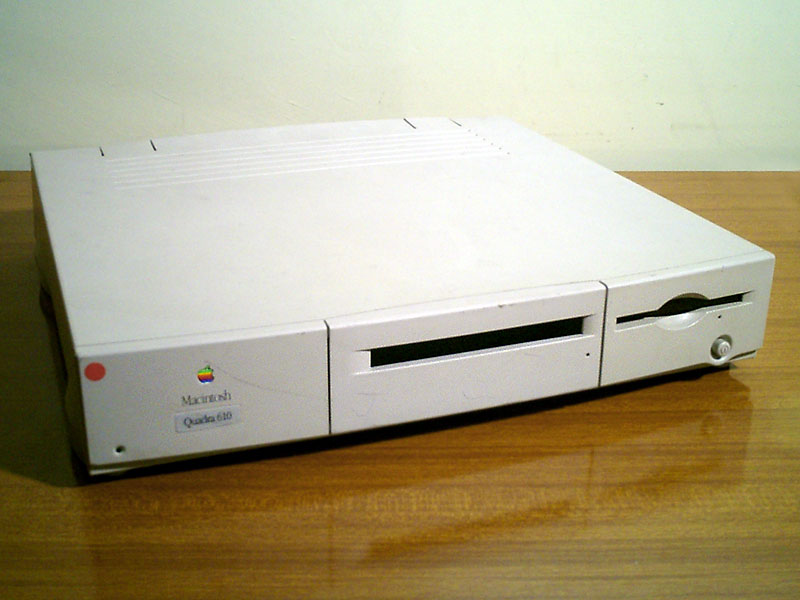
Quadra 610 / Workgroup Server 60
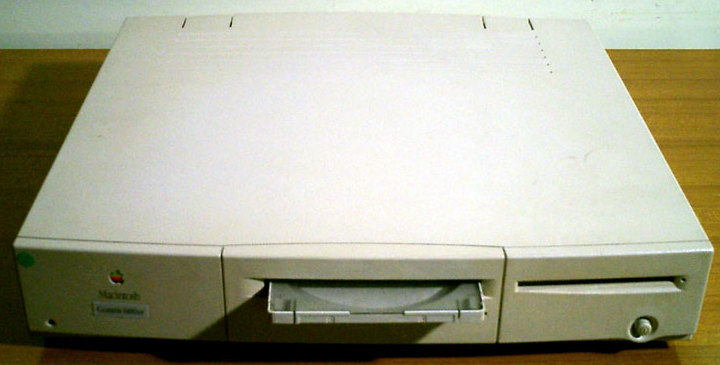
Macintosh Quadra 660AV
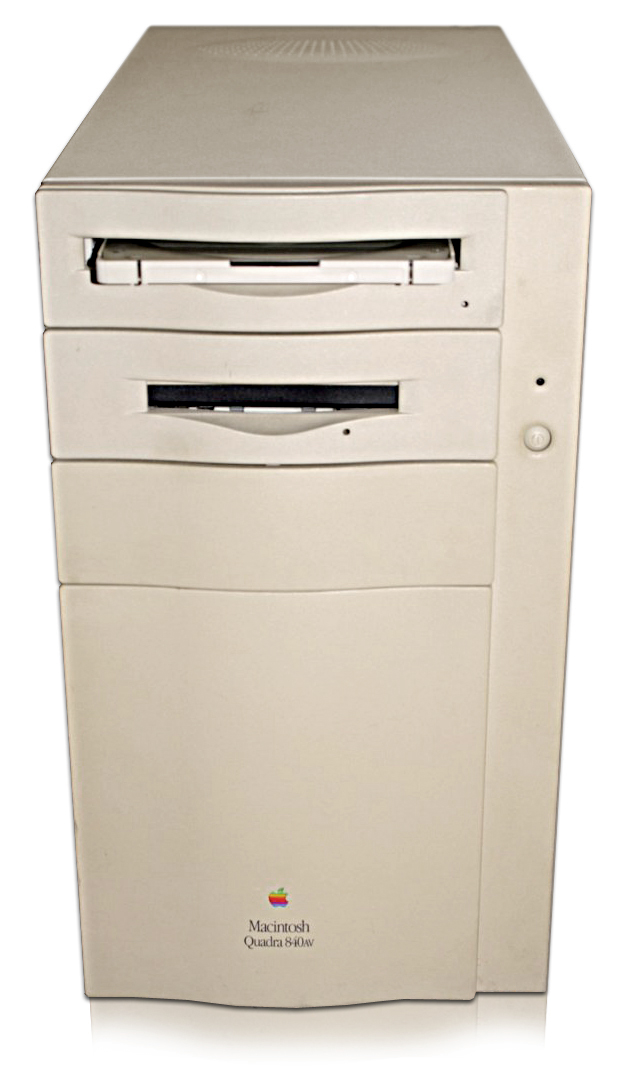
Quadra 840AV
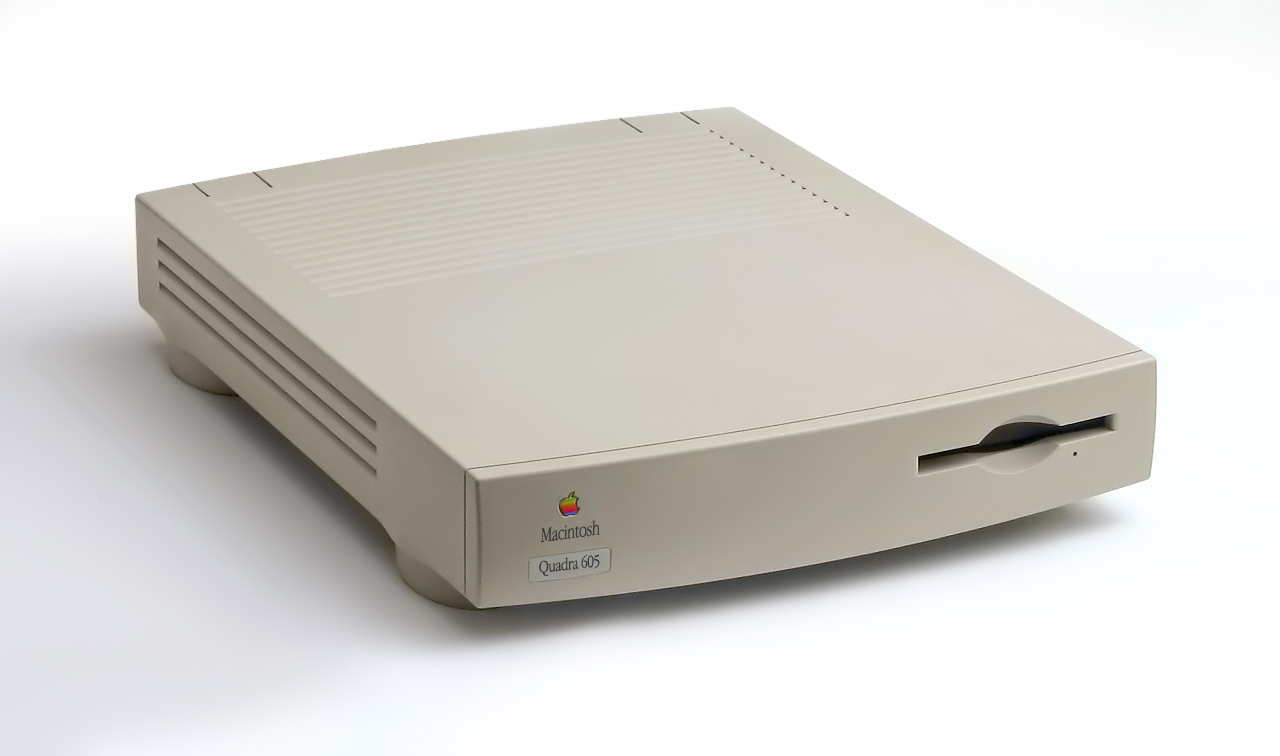
Macintosh Quadra 605
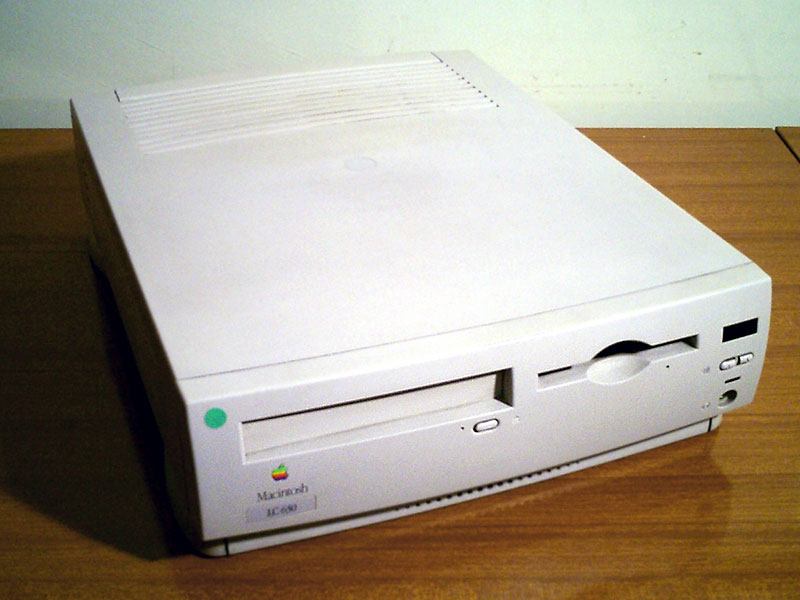
Quadra / LC / Performa 630

Uit productie: 1984: Macintosh 128K, Macintosh 512K · 1985: Macintosh XL · 1986: Macintosh Plus · 1987: Macintosh II, Macintosh SE · 1988: Macintosh IIx · 1989: Macintosh SE/30, Macintosh IIcx, Macintosh IIci, Macintosh Portable · 1990: Macintosh IIfx, Macintosh Classic, Macintosh IIsi, Macintosh LC serie · 1991: Macintosh Quadra 700, Macintosh Quadra 900, Apple PowerBook · Macintosh Classic II · 1992: Macintosh IIvx, Macintosh Quadra 950, PowerBook Duo, Macintosh Performa serie · 1993: Macintosh Centris serie, Macintosh Color Classic, Macintosh TV · Apple Workgroup Server · 1994: Power Macintosh · 1997: Power Macintosh G3, PowerBook G3, Twentieth Anniversary Macintosh · 1998: iMac · 1999: iBook, Power Mac G4 · 2000: Power Mac G4 Cube · 2001: PowerBook G4 · 2002: eMac, iMac G4 · 2003: Xserve, Power Mac G5 · 2004: iMac G5 · 2005: Mac mini · 2006: MacBook · 2015: MacBook (Retina) · 2017: iMac Pro

Huidige modellen: MacBook Air, MacBook Pro, iMac, Mac mini, Mac Studio, Mac Pro